# Jigălia
Jigălia – wieś w Rumunii, w okręgu Vaslui, w gminie Șuletea. W 2011 roku liczyła 261 mieszkańców.